# Takotna River
Der Takotna River ist ein rund 200 Kilometer langer rechter Nebenfluss des Kuskokwim River im südwestlichen Interior des US-Bundesstaats Alaska.

## Verlauf
Der Fluss entsteht in den Kuskokwim Mountains aus dem Zusammenfluss von Little Waldren Fork und Moore Creek. Von dort fließt er nordostwärts. Er passiert die am linken Flussufer gelegene Ortschaft Takotna. Im Unterlauf nimmt er den Nixon Fork von links sowie den Tatalina River von rechts auf. Schließlich mündet er gegenüber von McGrath in den Kuskokwim River. Der Takotna River weist ein stark mäandrierendes Verhalten mit zahlreichen engen Flussschlingen und Altarmen.

## Name
Die Bezeichnung der Ureinwohner Alaskas für den Fluss wurde erstmals 1838 von Alexander Kolmakow dokumentiert. Lawrenti Alexejewitsch Sagoskin von der kaiserlich russischen Marine, der 1842/44 eine Expedition in die Region leitete, zeichnete die Namen „Tochotno“ und „Tochatno“ auf. W. S. Post vom United States Geological Survey (USGS) benutzte 1898 die Schreibweise „Tachatna“. Der heutige Name, „Takotna“, wurde 1908 von A. G  Maddren, ebenfalls vom USGS, etabliert.